# ŽKK Mladi Krajišnik
Ženski košarkaški klub Mladi Krajišnik, también conocido como ŽKK Mladi Krajišnik (que en serbio significa Club Femenino de Baloncesto Jóvenes de la Frontera o Juventud de la Krajina) es un club profesional de baloncesto femenino con sede en Banja Luka, en la República Srpska, Bosnia y Herzegovina. Fundado en 1963, el club comenzó a competir en la Primera Liga de Yugoslavia en 1964. Disputa sus partidos como local en el pabellón Obilićevo, que tiene una capacidad para 800 espectadores. Es considerado el club más exitoso de la República Srpska y actualmente participa en el Campeonato de Bosnia y Herzegovina. El apodo del club es Las Pequeñas (Malene) y su patrocinador es Meridianbet.
Su palmarés incluye 19 Copas y nueve títulos de liga en la República Srpska, así como cuatro títulos de campeonato y cuatro Copas de Bosnia y Herzegovina. El club fue nombrado mejor club deportivo de la República Srpska en dos ocasiones, en 1996 y 1997, y elegido mejor equipo de Banja Luka en seis oportunidades. En cuanto a las competiciones europeas, el club ha participado en la Copa Ronchetti y en la Eurocopa, así como en la Liga Adriática Femenina (WABA).

## Historia
El club ŽKK Mladi Krajišnik fue fundado el 25 de mayo de 1963. Al año siguiente, se incorporó a la Primera Liga de Yugoslavia, de la que descendió en tres ocasiones hasta 1972. Entre 1974 y 1991, el club compitió de manera continua en la Primera Liga de la República Federativa Socialista de Yugoslavia. Posteriormente, entre 1992 y 1995, participó en la Primera Liga de la República Federal de Yugoslavia, de la que descendió a la Primera Liga B en ese mismo año. En 1997 regresó a la máxima categoría, y en esa misma temporada logró el subcampeonato de Yugoslavia. Compitió en el campeonato yugoslavo hasta 1999. ŽKK Mladi Krajišnik es el único club, además del Crvena Zvezda, que mantuvo durante tanto tiempo su estatus en la Primera División de Yugoslavia.
Desde 1993, ŽKK Mladi Krajišnik participó en el Campeonato de la República Srpska, donde dominó con nueve títulos consecutivos. A partir de la temporada 1999–2000, el club comenzó a competir en el Campeonato conjunto de Bosnia y Herzegovina, proclamándose campeón en su año de debut. En las décadas siguientes, se consolidó como una de las instituciones más exitosas del baloncesto femenino del país, acumulando un total de 35 trofeos en 25 años.

## Nombres
- 1964-1985 Mladi krajišnik
- 1985-1988 Krajina Auto Mladi Krajišnik
- 1988-1992 Krajina Auto
- 1997-1998 Port Mladi Krajišnik

## Palmarés
Campeonato de la República Federal de Yugoslavia
- subcampeón (1): 1997-98

Campeonato de Bosnia y Herzegovina
- campeón (4): 1999-2000, 2000-2001, 2010-2011, 2012-2013

Copa de Bosnia y Herzegovina
- campeón (4): 2000, 2007, 2008, 2012

Campeonato de la República Srpska
- campeón (9): 1992-1993, 1993-1994, 1994-1995, 1995-1996, 1996/1997, 1997-1998, 1998-1999, 1999-2000, 2000-2001

Copa de la República Srpska
- campeón (19): 1993, 1994, 1995, 1996, 1997, 1998, 1999, 2000, 2003, 2005, 2006, 2007, 2008, 2009, 2010, 2011, 2012, 2013, 2014

WABA
- Participante de la Final Four (1): 2009–10

## Jugadores destacados
| - Mersada Bećirspahić - Velinka Bošnjak - Milica Deura - Irena Vrančić - Ivona Bogoje - Marijana Bušljeta | - Mirjana Kovčo - Biljana Pavićević - Anđelija Arbutina - Jadranka Ćosić - Saša Čađo - Slađana Golić | - Gordana Janjić - Ana Joković - Lara Mandić - Marina Marković - Smilja Rađenović | - Snežana Šipka - Lena Trajkovski - Daliborka Vilipić - Sanda Vuković - Dragoslava Žakula |